# Berlinerwand

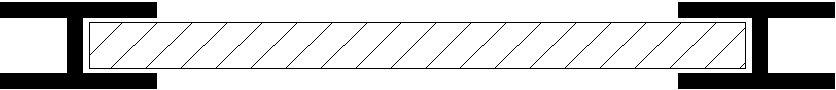
Bovenzicht Berlinerwand, opgebouwd uit profielen (vol) en planken (arcering)of betonnen platen

Een berlinerwand is een damwandconstructie, opgebouwd uit stalen H-profielen en planken. De berlinerwand wordt vooral toegepast als grondkering bij bouwputten. Berlinerwanden worden met name in het buitenland toegepast, soms ook voor zeer diepe bouwputten. Ze worden vooral gebruikt op plaatsen waar geen grondwater gekeerd hoeft te worden en de ruimte voor een talud ontbreekt. Voordat met de ontgraving van de bouwput wordt begonnen worden de stalen profielen met een regelmatige tussenafstand door middel van heien of trillen ingebracht. Naarmate de ontgraving vordert worden tussen de flenzen van de H-profielen houten planken of betonnen platen (predallen)aangebracht, waardoor een grondkerende constructie ontstaat. De kering zal nooit dieper reiken dan de ontgraving. 
Het grote voordeel van een berlinerwand is zijn flexibiliteit. De wand kan eenvoudig worden aangepast aan de omstandigheden en de situatie van de bouwput.
De naam komt voort uit de, met deze methode in Berlijn, gebouwde metro in de jaren '30 van de twintigste eeuw.